# Antônio Henrique Bulcão Viana
Antônio Henrique Bulcão Viana (Florianópolis, 20 de setembro de 1939 — Florianópolis, 1 de fevereiro de 2007) foi um advogado e político brasileiro, filiado ao Partido da Frente Liberal, atual UNIÃO.Foi vereador, vice-prefeito e prefeito de sua cidade natal, além de Deputado Estadual por Santa Catarina por três legislaturas.
Filho de Oswaldo Bulcão Viana e Araci Rupp Bulcão Viana.
Foi bacharel em direito pela Universidade Federal de Santa Catarina.